# II. György brit király
II. György (eredeti nevén Georg August von Braunschweig-Lüneburg; Hannover, 1683. október 30.– London, 1760. október 25.) Nagy-Britannia és Írország királya, valamint a Hannoveri választófejedelemség uralkodója 1727-től haláláig.
György volt az utolsó brit uralkodó, aki külföldön született. Észak-Németországban, Hannoverben jött a világra és itt is nevelkedett. Nagyanyja, Pfalzi Zsófia I. Jakab angol és skót király unokája volt és 1701-ben, miután az angol parlament kizárta a Stuart-ház katolikus tagjait az utódlásból, Anglia és Skócia trónjának közvetlen örököse lett. 1714-ben György apját, György Lajost királlyá koronázták. Trónörökösként kevés befolyása volt a politikára, apjával való rossz viszonya miatt csak az ellenzékiek keresték társaságát.
II. György 1727-ben, apja halála után brit király és hannoveri választófejedelem lett. Angliában alig volt közvetlen hatalma, a kormányzást a parlament és miniszterei végezték. A nyarak nagy részét Hannoverben töltötte, hogy ellássa ottani teendőit. Legidősebb fiával, Frigyessel való viszonya nagyon hasonlított az apjával való kapcsolatára: viszálykodtak egymással és Frigyes az ellenzéki politikai erőket támogatta. Az osztrák örökösödési háborúban György aktívan részt vett, 1743-ban a győztes dettingeni csatában ő vezette a brit-hannoveri csapatokat. Ő volt az utolsó brit uralkodó, aki vezetői szerepet vállalt egy ütközetben. 1745-ben a Stuart-ház francia támogatással megpróbálta megdönteni hatalmát, de kudarcot vallottak és a Hannover-dinasztia megszilárdította helyzetét Nagy-Britannia trónján. Miután II. György fia, Frigyes 1751-ben elhunyt, a királyt unokája, III. György követte az ország élén.

## Ifjúsága

György és húga, anyjukkal

György Hannoverben született 1683. október 30-án (mai időszámítás szerint november 9-én) György Lajos braunschweig-lüneburgi herceg (később választófejedelem, 1714-től Nagy-Britannia királya) és felesége, Cellei Zsófia Dorottya első gyermekeként. Mindkét szülője megcsalta a másikat és viharos jelenetek után 1694-ben elváltak, azzal az indokkal, hogy Zsófia elhagyta a férjét. Anyjának szeretőjét, Königsmarck grófot, gárdaezredest utolsó találkozásuk napján a hannoveri trónörökösi palotában eltüntették, feltehetően meggyilkolták. Anyját az ahldeni kastélyba zárták és soha többé nem láthatta gyermekeit. 
Négyéves koráig György csak franciául beszélt, amely akkor a főnemesi udvarok és a diplomácia nyelve volt. Ezután egyik nevelője, Johann Hilmar Holstein tanította meg németül. Ezenkívül angolul és olaszul tanult, valamint a nemesi dinasztiák genealógiájára, hadtörténetre és taktikára oktatták.
1702-ben György rokonát, Annát (ő I. Jakab angol király ükunokája, míg Anna dédunokája volt) Anglia, Skócia és Írország királynőjévé koronázták. Mivel nem volt életben lévő gyermeke, az angol parlament Anna legközelebbi protestáns rokonát, György nagyanyját, Pfalzi Zsófiát nevezte meg örökösként. György apja után a harmadik lett az utódlási sorban. 1705-ben családjával együtt angol polgárokká nyilvánították őket, a következő évben pedig Györgyöt felvették a legtekintélyesebb angol lovagrendbe, a Térdszalagrendbe és megkapta a Cambridge hercege és márkija, Milford Haven grófja, Northallerton vikomtja és Tewkesbury bárója címeket. Miután 1707-ben Anglia és Skócia Nagy-Britanniaként egyesült, Györgyék helye Skóciában is biztosítottnak látszott (korábban a skót parlament bizonyos feltételeket támasztott).

## Házassága

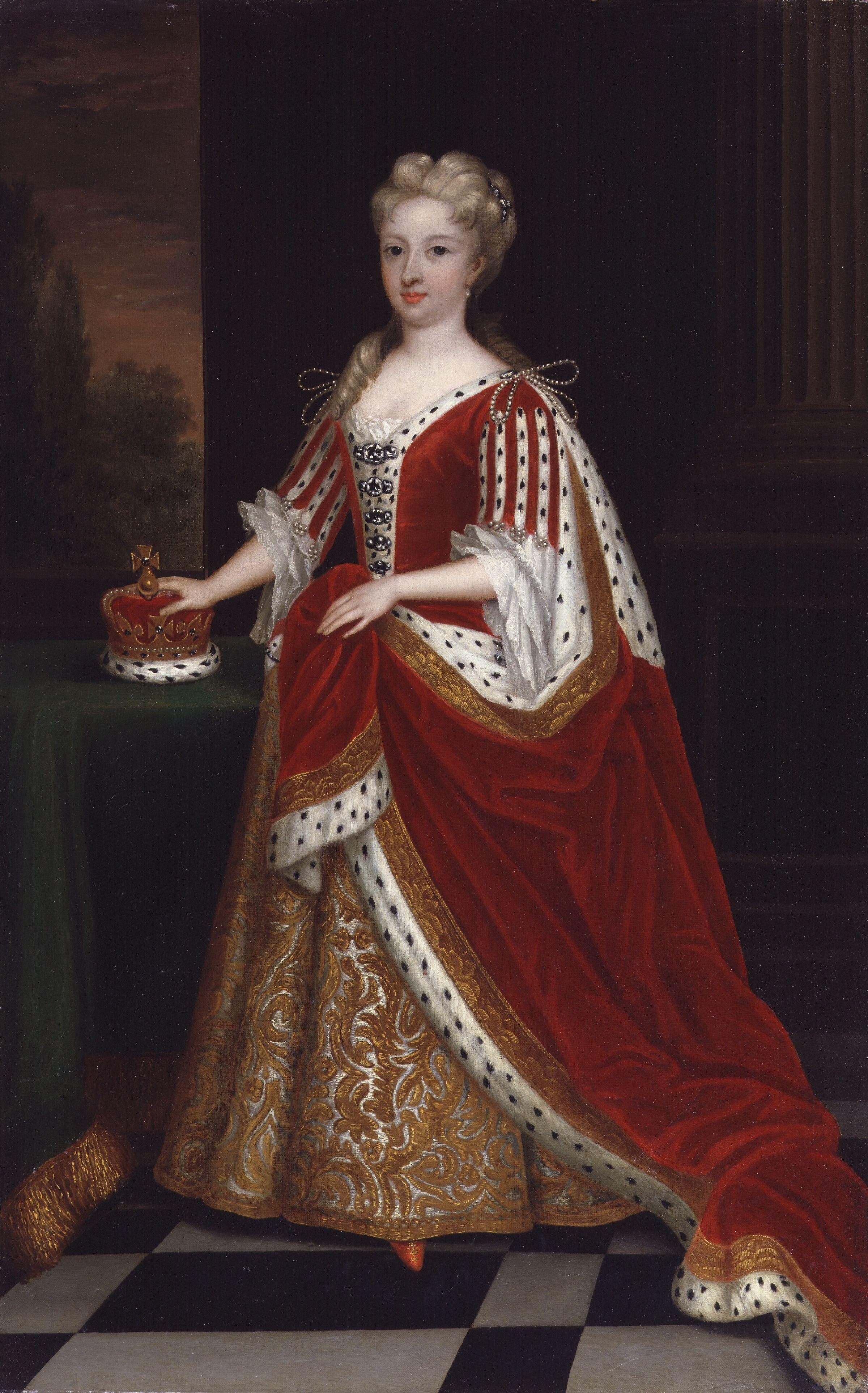
Ansbachi Karolina, II. György felesége (Godfrey Kneller képe, 1716)

György apja tanult saját, rosszul végződött érdekházasságából és megengedte fiának, hogy az eljegyzés előtt megismerje a menyasszonyjelöltet. 1702-ben tárgyaltak Hedvig Zsófiával, XI. Károly svéd király lányával való házasságról, de ezek végül eredménytelenül zárultak. 1705 júniusában György „Monsieur de Busch” álnéven meglátogatta az Ansbachi Őrgrófság triesdorfi nyári rezidenciáját, hogy inkognitóban megismerhesse egyik menyasszonyjelöltjét. Ansbachi Karolina az őrgróf lánya volt és György nagynénjének, Zsófia Saroltának gyámolítottja. A hannoveri angol követ, Edmund Poley úgy írt a látogatás eredményéről, hogy Györgyöt annyira megfogta Karolina kellemes személyisége, hogy senki másra nem tudott gondolni utána. Július végére elkészült a házassági szerződés. Augusztus 22-én Karolina megérkezett Hannoverbe az esküvőjére, amit aznap este tartottak meg a herrenhauseni kápolnában.
György szívesen részt vett volna a spanyol örökösödési háborúban a franciák ellen vívott harcokban, de apja megtiltotta neki, hogy jelen legyen, amíg örököse nem születik. 1707. február 1-én Karolina egészséges fiúnak adott életet, akit Frigyesnek kereszteltek. Júliusban Karolina feketehimlőben betegedett meg, amit a betegágya mellett sokat tartózkodó György is elkapott tőle. Mindketten túlélték a fertőzést. 1708. július 11-én György részt vett a Flandriában vívott oudenarde-i csatában. A hannoveri lovasság előőrsében harcolt; lovát és a mellette lévő ezredest (Johann Albrecht von Löseckét) megölték, de ő sértetlenül került ki az ütközetből. A brit főparancsnok, Marlborough herceg azt írta róla, hogy György rendkívüli módon kitüntette magát, az élen rohamozva példája magával ragadta a hannoveri csapatokat, amelyek nagy szerepet játszottak ebben a szerencsés győzelemben. 1709 és 1713 között Györgynek és Karolinának három lánya született: Anna, Amália és Karolina.
1714 elején Anna brit királynő egészsége megromlott és a kormányon lévő whig politikusok javasolták, hogy a leendő király családja költözzön át Angliába, hogy megkönnyítsék az esetleges utódlást. Mivel György már Cambridge hercege volt, helyet foglalhatott volna a Lordok Házában. A család támogatta az ötletet, de végül Anna és György apja (akinek hannoveri választófejedelemként el kellett látnia birodalmi feladatait) elutasította a javaslatot. Néhány hónappal később, augusztus 1-én Anna királynő meghalt.

## Trónörökösként

### Vita a királlyal

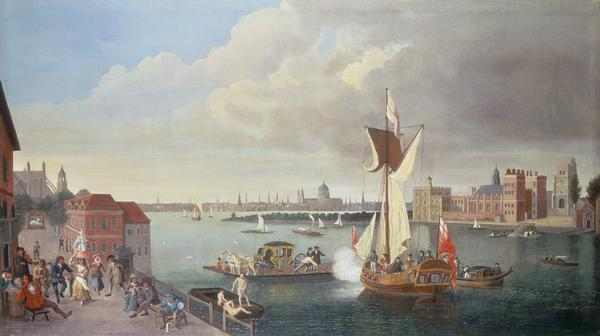
London 1710 körül

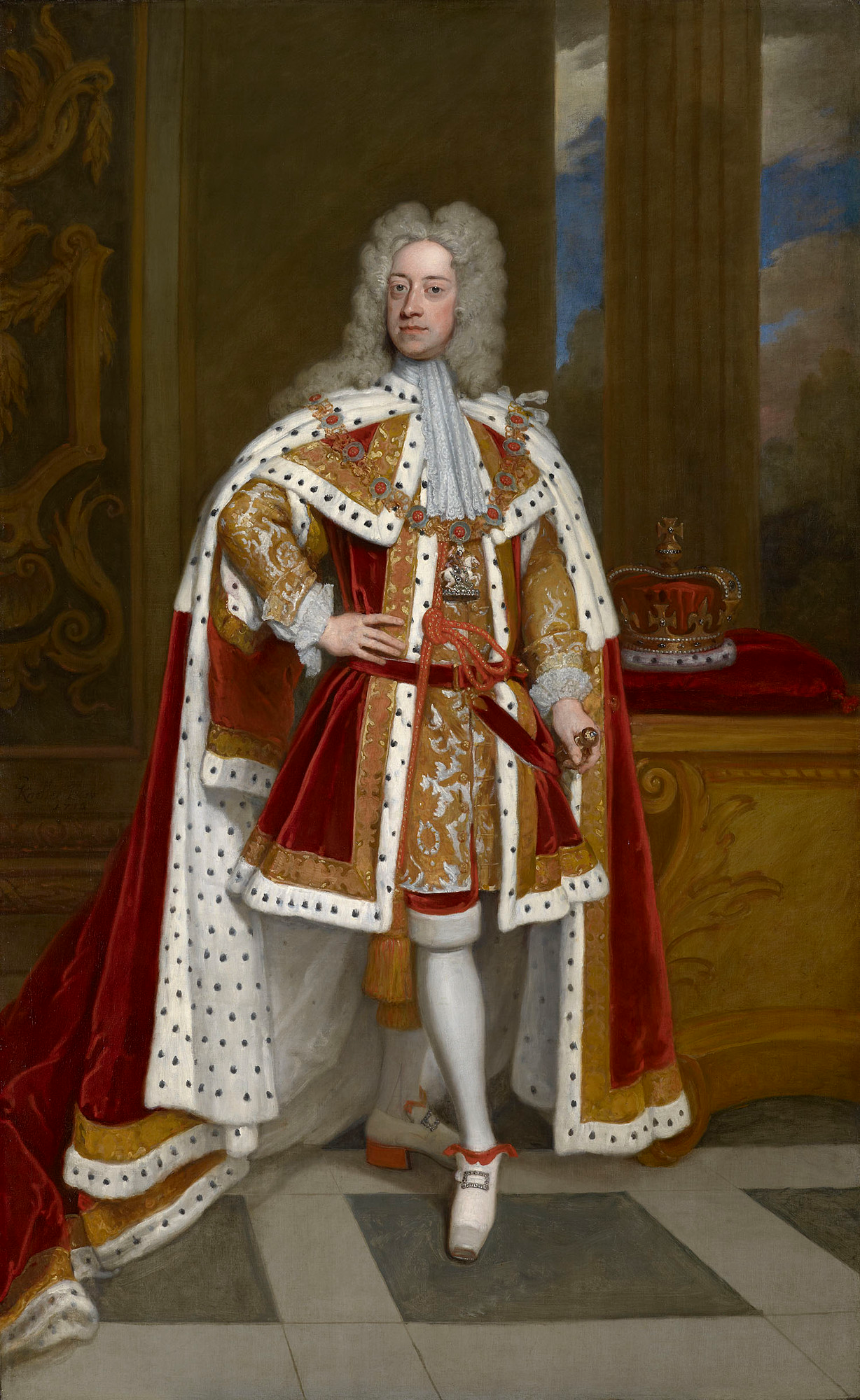
II. György walesi hercegként (1716)

György és apja 1714. szeptember 14-én indult el Hágából és két nappal később érkeztek az angliai Greenwichbe. Másnap ünnepélyes keretek között bevonultak Londonba. Karolina októberben követte Londonba férjét a lányaival, míg Frigyes Hannoverben maradt és magántanárok gondoskodtak neveléséről. Október 20-án György apját Nagy-Britannia és Írország királyává koronázták, György pedig trónörökösként Wales hercege lett.
1716 júliusában a király fél évre visszatért Hannoverbe és távollétében György helyettesítette korlátozott jogkörrel. Az alattvalók ünnepelték, amikor a herceg dél-angliai körutat tett vagy nyilvánosan vacsorázott a Hampton Court-palotában; miután pedig egy orgyilkos megpróbálta megölni a Drury Lane színházban, népszerűsége még magasabbra csapott.
Apja már korábban sem bízott meg benne és talán irigyelte is népszerűségét, mindenesetre viszonyuk hűvös volt. Miután 1717-ben megszületett György második fia, György Vilmos, az apa és fia közötti kapcsolat viszállyá romlott. A király (állítólag a hagyománynak megfelelően) Thomas Pelham-Holles főkincstárnokot kérte fel unokája egyik keresztszülőjének, akit György nem kedvelt, és a keresztelőn gazembernek nevezte. Szavait a kincstárnok félreértette és úgy gondolta, hogy a herceg párbajra hívta ki. A király feldühödött fia viselkedésén, és feleségével együtt egy darabig szobafogságra ítélte őket, végül pedig mindkettejüket kiköltöztette a St James's Palace-ban lévő királyi rezidenciából. Gyermekeik azonban a palotában maradtak a király felügyelete alatt.
Györgynek és Karolinának nagyon hiányoztak a gyerekeik, és legalább egyszer a király engedélye nélkül, titokban meglátogatták őket; ekkor Karolina elájult, György pedig "sírt, mint egy gyerek". A király később megenyhült, engedélyezte nekik a heti egyszeri látogatást, később pedig Karolina esetében minden korlátozást feloldott. 1718 februárjában a három hónapos György Vilmos meghalt.

### Ellenzéki szerepben
A palotából kitiltott és háttérbe szorított György nyíltan ellenezte apja politikai döntéseit, többek között a brit vallásszabadság kiszélesítését célzó rendeleteket, vagy hogy az északi háború lezárásában Hannovert a korábban svéd fennhatóság alatt lévő területekkel gyarapítsák. Új otthona, a Leicester House az ellenzék kedvelt találkozóhelyévé vált, gyakran meglátogatta Robert Walpole és Charles Townshend is, akik 1717-ben kiléptek a kormányból.
A király 1719 májusától novemberéig ismét Hannoverben tartózkodott. Erre az időszakra az ország kormányzását György helyett egy régenstanácsra bízta. 1720-ban Walpole rávette a királyt és fiát, hogy az állam egysége érdekében béküljenek ki, amibe ha kelletlenül is, de mindketten beleegyeztek. Walpole és Townshend is visszatért a kormányba, miniszterek lettek. György helyzete azonban nem sokat javult, három lánya továbbra is a király felügyeletében maradt, és a király távollétében még mindig régenstanácsok kormányoztak. Felmerült benne a gyanú, hogy a kibékülésbe csak Walpole ugratta bele, hogy visszakaphassa miniszterségét. A következő néhány év során Karolinával együtt csendes életet éltek, távol tartották magukat a politikától. Három újabb gyermekük született: Vilmos, Mária és Lujza; őket már szüleik nevelhették a Leicester House-ban.
Az 1721-es pénzügyi botrány, a déltengeri buborék után Walpole a kormányzat élére került. A whig pártnak gyakorlatilag nem volt alternatívája, mert a király tartott a toryktól, akik korábban már belekeveredtek a György-ellenes felkelésekbe. A whigek a következő fél évszázadban kormányon maradtak.

## Trónra kerülése

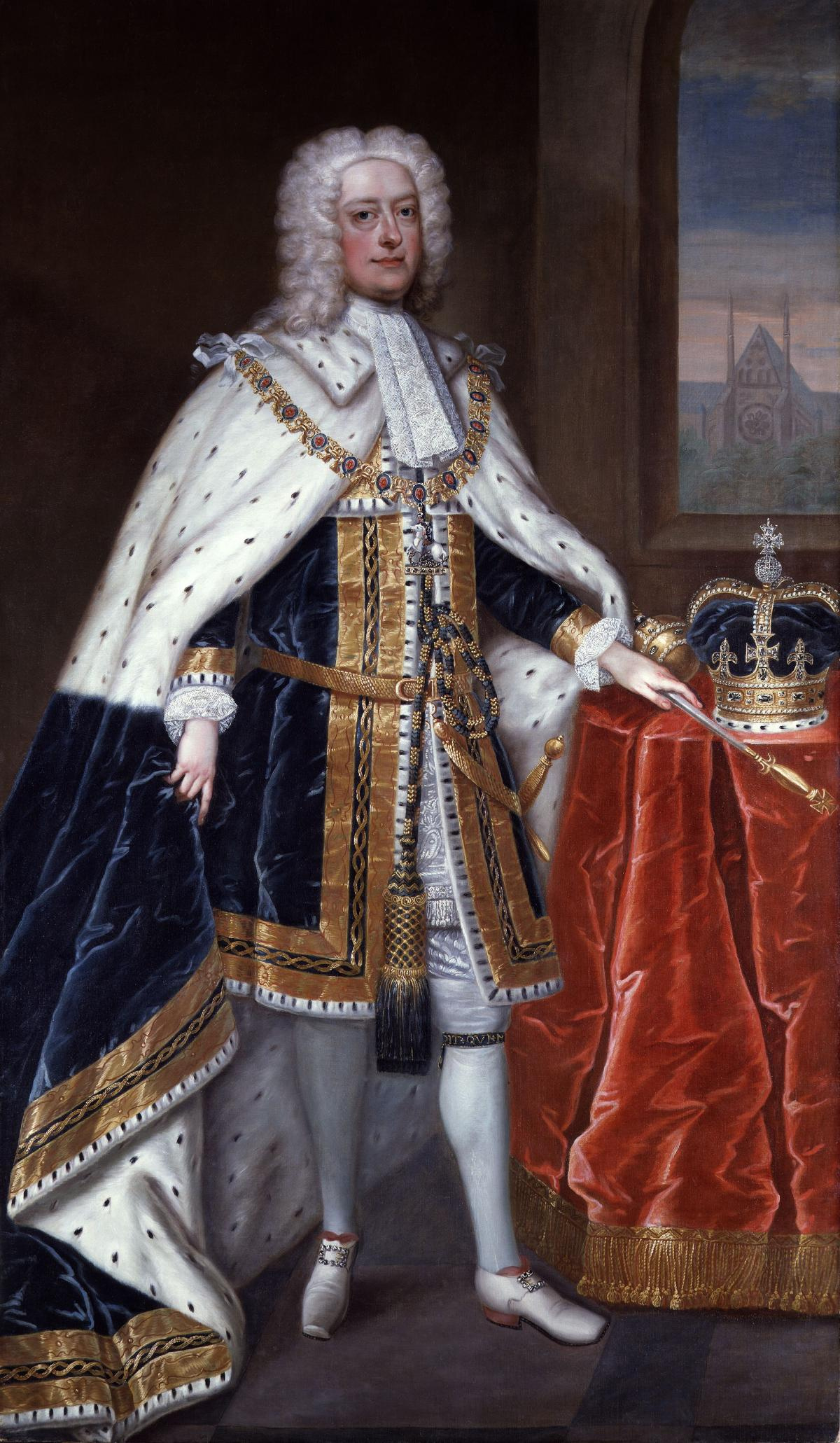
II. György koronázása után (1727)

I. György 1727. június 11-én halt meg hannoveri látogatása során. Utódja mind a brit, mind a hannoveri trónon a 43 éves II. György lett. Úgy döntött, hogy nem utazik el apja hannoveri temetésére, amit az angolok úgy értelmeztek, hogy annyira szereti Angliát, hogy még egy ilyen alkalomra sem hagyja el az országot. Apja végakaratában meg akarta osztani Nagy-Britannia és Hannover utódlását II. György leendő unokái között, amit György nem vett figyelembe. A brit és hannoveri miniszterek rámutattak, hogy a királynak egyébként sem állt jogában egyedül megváltoztatni az örökösödési rendszert.
II. Györgyöt 1727. október 11-én koronázták meg a Westminsteri apátságban. Az eseményre Händel négy himnuszt írt.
A közvélemény azt várta, hogy György leváltja Walpole-t, aki apja kormányzatát vezette éveken át és helyére Spencer Comptont, Wilmington earljét nevezi ki. György Comptont kérte meg, hogy írja meg számára első királyi beszédét, ő viszont Walpole-lal íratta meg a beszéd vázlatát. Karolina azt tanácsolta, hogy tartsa meg posztján Walpole-t, aki azzal is elnyerte a király rokonszenvét, hogy bőkezű, 800 ezer fontos összeget szavaztatott meg a király éves költségeire. Mivel Walpole volt a vezetője a parlamenti képviselők nagy többségének, a kormányzati stabilitás érdekében György végül megtartotta apja főminiszterét. A következő évben Compton lordi rangot kapott.
Walpole kezében volt a belpolitika irányítása és miután sógora, Townshend 1730-ban lemondott, ő kontrollálta az ország külügyeit is. György tulajdonképpen csak egy tiszteletbeli uralkodói szerepet játszott és Walpole és a többi miniszter tanácsai alapján cselekedett; a valódi fontos döntéseket ők hozták. A király szívesen csatlakozott volna az európai háborúkhoz, de miniszterei óvatosak voltak. Az angol-spanyol háború befejezése után György szeretett volna belépni a lengyel örökösödési háborúba a német államok oldalán, de Walpole nem támogatta javaslatát. Egy esetleges háborús kalandra még kevesebb pénz jutott, miután Walpole 1733 áprilisában megszüntetett egy népszerűtlen fogyasztási adót, ami ellen saját párttársai is felemelték a szavukat. György támogatta miniszterét és a visszavonási javaslat ellenzőit elbocsátotta az udvaránál viselt hivatalokból.

## Családi gondok

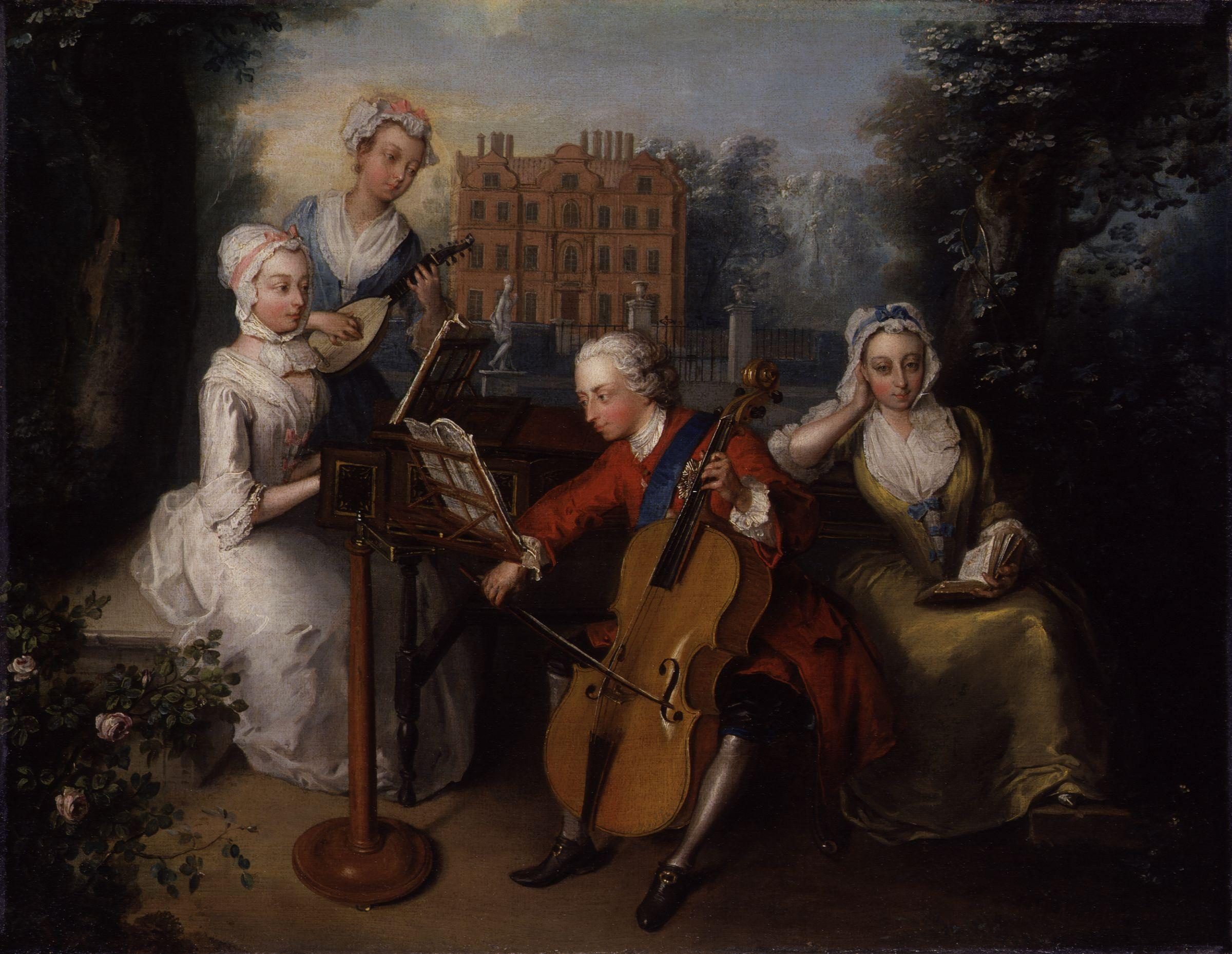
II. György gyermekei: Frigyes, Anna, Amália és Karolina

Az 1730-as években megromlott viszonya legidősebb fiával, Frigyessel. Amikor a család Angliába költözött, Frigyes Hannoverben maradt és tizennégy évig nem találkozott az apjával. 1728-ban Londonba költöztették és hamar a politikai ellenzék vezéralakjává vált. Amikor György 1729, 1732 és 1735 nyarán Hannoverbe látogatott, a régenstanács vezetését nem fiára, hanem feleségére bízta. Frigyes menyasszonyjelöltje I. Frigyes Vilmos porosz király lánya, Vilhelmina volt; de miután György és Frigyes Vilmos (aki a sógora volt) viszonya annyira megromlott, hogy a hannoveri-porosz határon mozgósították a csapatokat, sőt volt aki a két király párbaját javasolta, a házassági tárgyalásoknak vége szakadt. Frigyes végül Szász-Gothai Augusztát vette feleségül 1736 áprilisában.
1736 májusában György újból Hannoverbe utazott és csak tél elején indult vissza. Hajója viharba került és Londonban már olyan pletykák kaptak szárnyra, hogy tengerbe fulladt. Januárban visszaért Angliába, de rögtön utána megbetegedett. Lázas volt és aranyere lett, ezért ágyban feküdt. Frigyes azt híresztelte, hogy a király a halálán van, mire György a pletykák cáfolására felkelt és részt vett egy társasági eseményen.
Újabb vitára adott lehetőséget, amikor a walesi herceg illetményének megemelését kérte a parlamenttől. György különmegegyezést javasolt, amit Frigyes elutasított. A parlament végül elvetette a kérést, de Walpole tanácsára György, ha kelletlenül is, de megnövelte fia járandóságát. 1737 júliusában Frigyes vajúdó feleségét az éjszaka közepén kocsiba ültette és elszállította, hogy György ne lehessen jelen unokája születésénél. A király ezért kitiltotta őt az udvarból, éppen úgy, ahogyan I. György tette ővele. A különbség az volt, hogy Frigyes magával vihette a gyerekeit.
Néhány hónappal később György felesége, Karolina 1737. november 20-án meghalt. Halálos ágya mellett azt mondta zokogó férjének, hogy nősüljön újra, mire György állítólag azt válaszolta, hogy Non, j'aurai des maîtresses! (franciául "Nem, szeretőim lesznek"). Köztudott volt, hogy a király szeretőket tart, maga informálta róluk Karolinát. Henrietta Howard (később suffolki grófnő) közvetlenül I. György megkoronázása előtt, 1714-ben csatlakozott az udvarhoz és Karolina udvarhölgye volt. 1714-től kezdve húsz éven át volt György szeretője. Őt Amalie von Wallmoden (később Yarmouth grófnője) követte, akinek fia, Johann Ludwig von Wallmoden talán György gyereke volt, bár születésekor Amalie még férjnél volt és a király nyilvánosan soha nem ismerte el a magáénak.

## Háború és felkelés
György örömére és Walpole erőfeszítéseinek ellenére 1739-ben kiújult a brit-spanyol konfliktus. A Jenkins füle-háború a következő évben, VI. Károly császár halála után az osztrák örökösödési háború részévé vált. A francia-porosz-spanyol szövetséggel szemben egy osztrák-brit orosz tömb állt fel a konfliktusban, amely Mária Terézia utódlását volt hivatott eldönteni. György 1740 és 1741 nyarát Hannoverben töltötte, ahol gyorsabban tudott reagálni az eseményekre és ahol el tudta látni választófejedelmi teendőit.
Angliában az 1741-es választáson Frigyes herceg nyíltan az ellenzék pártjára állt és Walpole nem tudott biztos többséget szerezni a parlamentben. A miniszter megpróbálta lekenyerezni a herceget illetményének emelésével és adósságainak kifizetésével, de Frigyes nem fogadta el a felkínált egyezséget. Lecsökkent támogatottsága miatt Walpole 1742-ben, húszévnyi hivatalviselés után lemondott. Helyét Spencer Compton, Lord Wilmington vette át, akit György még trónra lépésekor szeretett volna miniszterelnöknek. A tényleges irányítás azonban nem az ő kezében volt, hanem főleg a király által favorizált John Carteretében. Wilmington 1743-ban meghalt és Henry Pelham került a kormány élére.

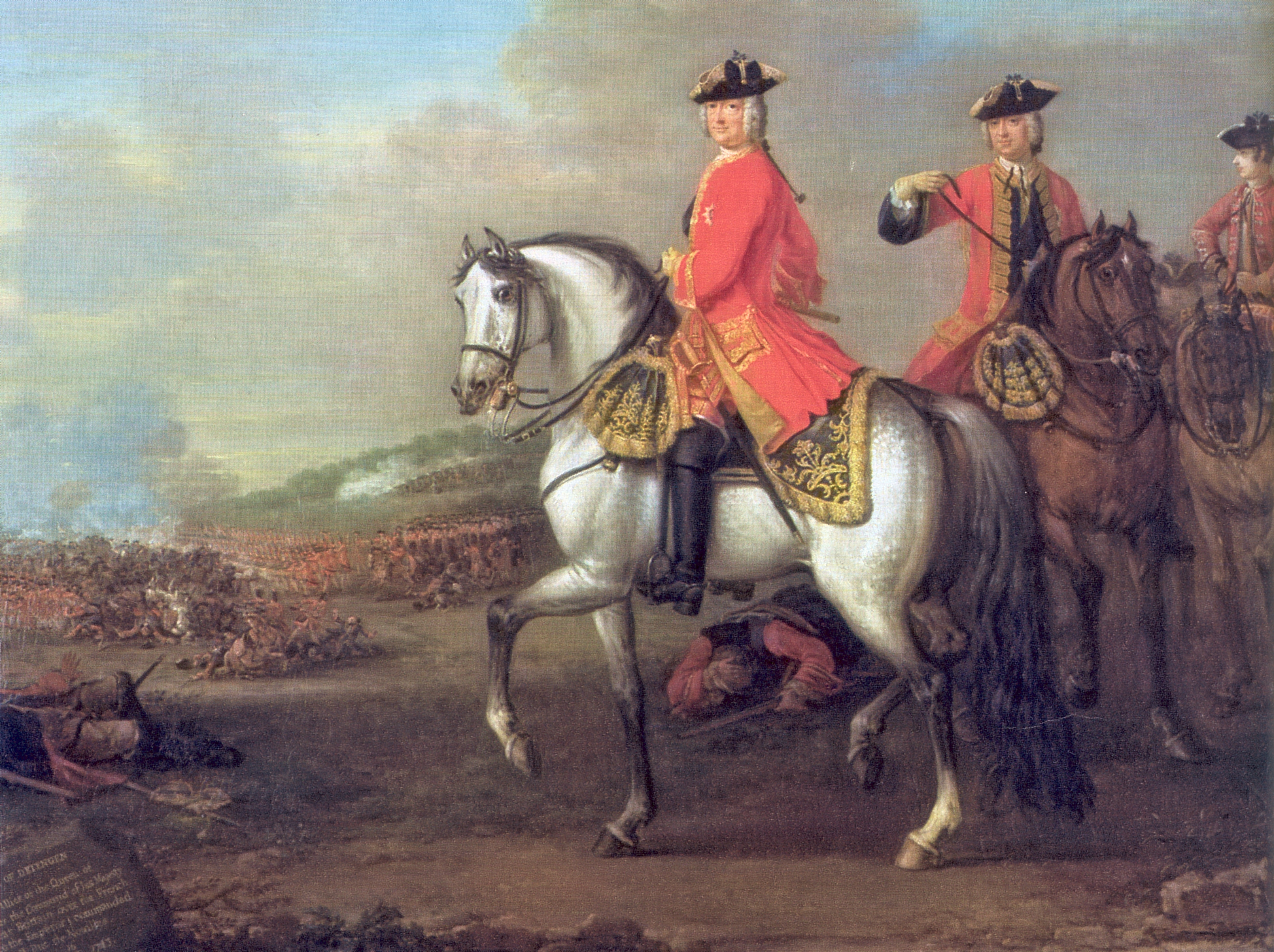
II. György a dettingeni csatában (John Wootton képe, 1743)

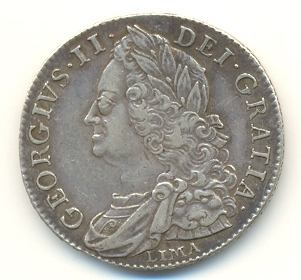
Ezüst félkoronás II. György arcképével (1746)

A háborúpárti frakciót Carteret vezette, aki elsősorban Franciaország ellensúlyának szerette volna megőrizni az erős Ausztriát. György megszerezte a parlament hozzájárulását, hogy 12 ezer hesseni és dán zsoldost küldjenek Mária Terézia segítségére, a katonák azonban Hannoverben maradtak és védték a hercegséget egy esetleges francia betörés ellen. A honi brit hadsereg ekkor már húsz éve nem vett részt nagyobb európai háborúban és rossz ellátása miatt hadrafoghatósága kétséges volt. A király megpróbálta elérni, hogy a főtiszti posztokra rátermettség alapján kerüljenek a katonák, ahelyett hogy megvásárolják a tisztségeket, de nem járt sok sikerrel. 1743-ban a dettingeni csatában György vezette az egyesült osztrák-brit-holland-hannoveri-hessei csapatokat és sikerült legyőznie a franciákat. Ő volt az utolsó brit király, aki személyesen vett részt ütközetben. Az angol közvélemény elismerte bátorságát, de a háború népszerűtlen volt; úgy vélték, hogy a hannoveri érdekeket Britannia elé helyezi. Carteret támogatottsága elolvadt és a király bánatára 1744-ben lemondott.
A Pelham által vezetett kormányzat és György között egyre nőtt az elégedetlenség, mert a király továbbra meghallgatta Carteret tanácsait és nem volt hajlandó kinevezni a kabinetbe William Pittet, amivel pedig kiszélesedett volna a kormány támogatóinak köre. György nem kedvelte Pittet, mert korábban élesen kritizálta a kormány politikáját és az általa hannoverpártinak vélt intézkedéseket. 1746 februárjában Pelham és hívei lemondtak. George William Pulteneyt és Carteretet kérte fel kormányalapításra, de már két nap múlva be kellett ismerniük, hogy nem tudnak elegendő támogatást szerezni a parlamentben. Pelham győzedelmesen tért vissza hivatalába és György kénytelen volt aláírni Pitt kinevezését.
A Nagy-Britanniával hadban álló franciák támogatást nyújtottak az angol és skót trónt magáénak követelő Stuart Károlynak egy felkelés megszervezésére. Károly apja az a Stuart Jakab volt, aki Anna királynő féltestvéreként jóval előrébb volt a trónutódlási sorban mint I. György (György apja). Mivel azonban katolikus volt, az angol parlament kizárta az örökösödésből. Jakab 1715-ben és 1719-ben is megpróbált felkelést szítani de nem járt számottevő sikerrel. 1745 júliusában Stuart Károly partra szállt Skóciában, ahol támogatottsága a legmagasabb volt. A Hannoverben tartózkodó György augusztus végére tért vissza Londonba. Károly követői a prestonpasni csatában legyőzték a királyhű csapatokat és dél felé vonultak; itt azonban a lakosság nem támogatta őket és az ígért francia segítség sem érkezett meg. A felkelők visszatértek Skóciába, ahol 1746. április 16-án György fiatalabb fia, Vilmos cumberlandi herceg legyőzte őket a cullodeni csatában. Ez volt az utolsó szabályszerű ütközet Nagy-Britannia területén. Károlynak sikerült Franciaországba menekülnie, de követői nagy részét elfogták és kivégezték. A Stuart-ház nem tett több kísérletet a brit trón megszerzésére. Az osztrák örökösödési háború 1748-ban zárult le, Mária Terézia Szilézia elvesztése árán Ausztria főhercegnője és Magyarország királynője maradt. A békekötés londoni ünneplésére Händel a Tűzijáték-szvitet komponálta.

## Kései évei

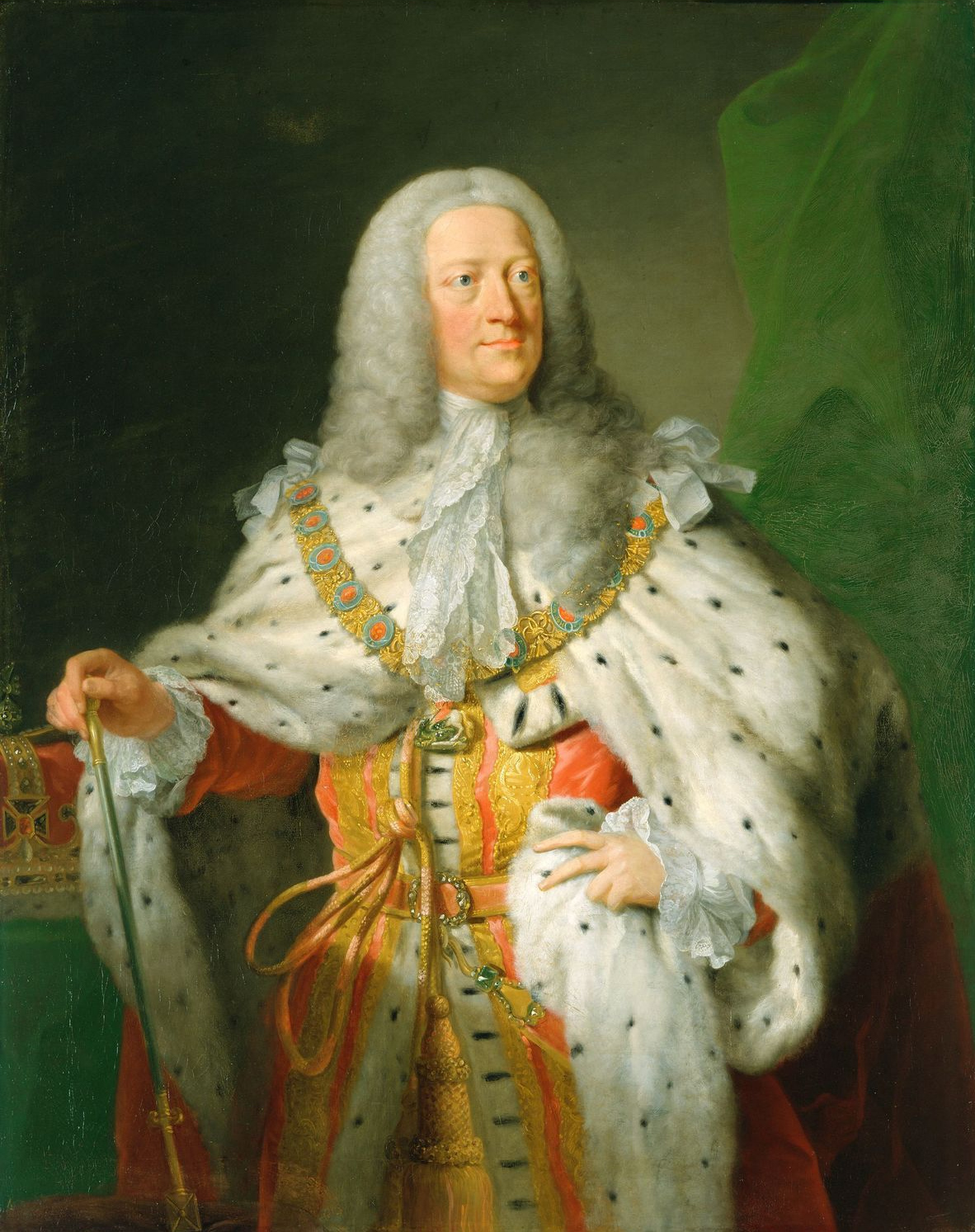
II. György a hetvenes éveiben(John Shackleton képe)

Az 1747-es választáson a walesi herceg ismét az ellenzéki képviselőkért kampányolt, de Pelham könnyedén nyert. 1751-ben a 44 éves Frigyes váratlanul meghalt, állítólag egy furunkulus felfakadt a tüdejében. A trónörökös az ő legidősebb fia, György Vilmos Frigyes lett. Mivel ő csak öt év múlva érte el nagykorúságát, II. György esetleges halála esetére anyját, Szász-Gothai Augusztát jelölték ki a régenstanács vezetőjévé. A király új végakaratot írt, amelyben kisebbik fiát, Vilmost nevezte ki a hannoveri régenstanács fejévé. Ugyanebben az évben 27 évesen meghalt legkisebb lánya, Lujza is. György keserűen írta: Végzetes év volt ez a családomnak. Elvesztettem legidősebb fiamat és örültem neki... Most ő (Lujza) is elment. Tudom, hogy nem szerettem a gyermekeimet amikor kicsik voltak: utáltam hogy a szobámba rohangálnak; de most már szeretem őket, ahogyan a többi apa is teszi.

### A hétéves háború
1754-ben Pelham meghalt, utódja bátyja, Thomas Pelham-Holles lett. Franciaország és Nagy-Britannia közötti továbbra is ellenséges volt a viszony, főleg az észak-amerikai gyarmatok miatt. Egy Hannover elleni francia támadástól tartva György az osztrákok ellenségével, Poroszországgal kötött szövetséget. Miután 1756-ban a franciák megszállták a britek által elfoglalva tartott Menorca szigetét, kitört a hétéves háború. A britek számára szerencsétlenül kezdődő konfliktus miatt Pelham-Hollest William Cavendish követte a miniszterelnöki székben, William Pitt pedig a déli ügyekért felelős miniszter (gyakorlatilag külügyminiszter) lett. A következő év áprilisában a király elbocsátotta Pittet, hogy a saját véleményének jobban megfelelő kabinetet állítson össze. A következő három hónap alatt nem sikerült stabil kormányt létrehozni. Júniusban James Waldegrave mindössze négy napig volt miniszterelnök. Július elején Pitt és Pelham-Holles visszakapta korábbi hivatalát. Eközben a hétéves háború (amelyben egyik oldalon Nagy-Britannia, Hannover és Poroszország Franciaországgal, Ausztriával, Oroszországgal és Svédországgal állt szemben) több színtéren is zajlott: Európában, Észak-Amerikában és Indiában. Utóbbi színhelyen a britek gyors fölényre tettek szert, miután Robert Clive a plassey-i csatában döntő vereséget mért a franciákra és helyi szövetségeseikre.

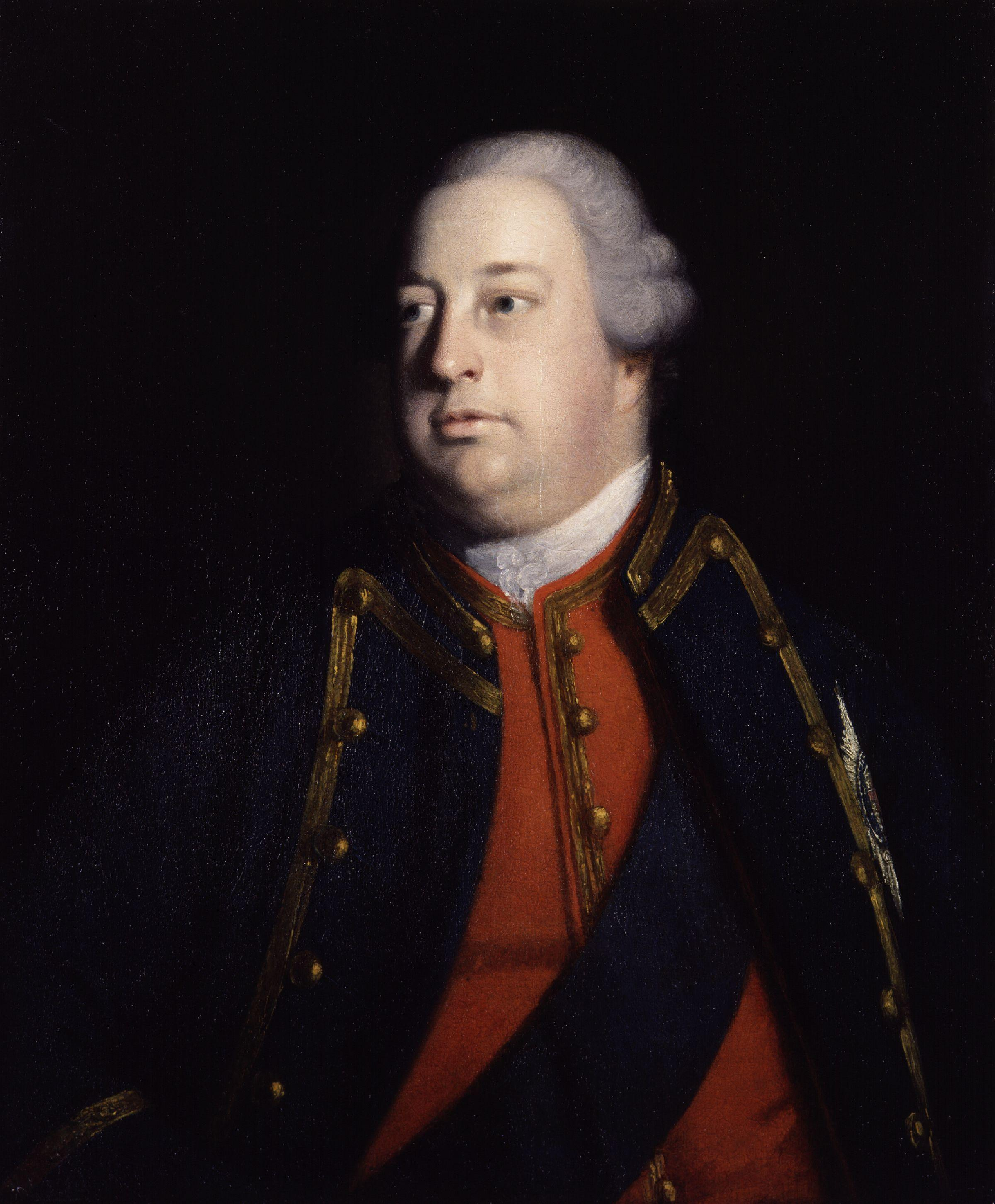
Vilmos cumberlandi herceg, akiről II. György azt írta, hogy tönkretette őt

Németországban György fiatalabbik fia, Vilmos vezette a brit-hannoveri csapatokat. 1757-ben a franciák előrenyomultak Hannoverbe és Vilmos (György engedélyével) fegyverszünetet kért A király azonban rendkívül dühös lett fiára, miután az aláírta a klosterzeveni konvenciót, amelyben elfogadta Hannover seregének teljes leszerelését és a hercegség francia megszállását. György azt állította, hogy Vilmos "engem tönkretett, magára pedig szégyent hozott". Vilmos lemondott a parancsnokságról, a király pedig érvénytelennek nyilvánította a szerződést, arra hivatkozva, hogy a franciák megsértették azt, amikor a tűzszünet után fegyverezték le a hesseni csapatokat.
1759-ben a briteknek kedvezett a hadiszerencse: elfoglalták Quebecet és Guadeloupe szigetét. A lagosi és quiberon-öbölbeli tengeri csaták megakadályozták, hogy a franciák csapatokat tehessenek partra Angliában, hannoveri előrenyomulásukat pedig a brit-német csapatoknak a mindeni csatában sikerült megállítaniuk.

### Halála
1760 októberére a hetvenhat éves György egészsége erősen megromlott. Fél szemére nem látott és nagyothallott. Október 25-én szokás szerint reggel hatkor kelt, megivott egy csésze csokoládét és az éjjeliszékére ült. Pár perccel később inasa nagy csattanást hallott és a királyt a padlón fekve találta. Györgyöt az ágyába fektették és lányáért küldtek, de mire Amália hercegnő odaért, apja már halott volt. Így is tovább élt, mint addig bármely más angol király. A boncolás kiderítette, hogy egy aortatágulás következtében szívének jobb kamrája megrepedt.
1760. november 11-én temették el a Westminsteri apátságban. Utasításai alapján felesége mellé helyezték el és koporsóik egymás felé nyíló oldalait eltávolították. Utódja Nagy-Britannia és Hannover trónján unokája, III. György lett.

## Megítélése

II. György címere

György 1757-ben, négy évvel alapítása után a British Museumnak adományozta a királyi könyvtárat. Ő maga nem sokat olvasott, nem érdeklődött a művészetek és tudományok iránt, inkább lovagolt, kártyázott vagy szarvasra vadászott. 1737-ben ő alapította a Hannoveri választófejedelemség első felsőoktatási intézményét, a göttingeni Georg August Egyetemet. Az egyetem 1902-ben róla nevezte el a 359 Georgia kisbolygót. 1716 és 1727 között ő volt a Dublini Egyetem kancellárja, 1754-ben pedig megalapította a New York-i King's College-t (ma Columbia Egyetem). Róla nevezték el az USA Georgia államát, amelyet 1732-ben még mint brit gyarmatot alapítottak.
II. György uralkodása idején Nagy-Britannia az egész világon kiterjesztette gyarmatbirodalmát, a Stuart-dinasztia trónkövetelői jelentette veszélyt sikerült semlegesíteni és a választott parlament és miniszterekből álló kormányzat megerősítette hatalmát. Egyes korabeli emlékirat-szerzők (mint John Hervey vagy Horace Walpole) Györgyöt gyenge akaratú ripacsnak mutatják be, akit felesége és miniszterei irányítanak. A 19. századi és kora 20. századi történetírók ezen elfogult források alapján ítélték meg Györgyöt. A 20. század utolsó negyedében elvégzett, korabeli minisztériumi leveleket feldolgozó kutatásai arról tanúskodnak, hogy a király nem volt olyan tehetetlen, mint amilyennek korábban leírták. György találó kommentárokat fűzött az iratokhoz és folyamatosan követte a kormányzati ügyeket, elsősorban a külpolitika érdekelte. Rendszeresen megakadályozta a neki nem tetsző miniszterek és katonai parancsnokok kinevezését, vagy másodlagos posztokra helyeztette át őket. A közvélemény szemében azonban továbbra is némileg nevetséges maradt, többek között sokat gúnyolt fösvénysége miatt. James Caulfeild, Charlemont lordja így írt róla: lobbanékony és heves természete volt, de jólelkű volt és őszinte. Nem volt járatos a színlelés királyi művészetében, mindig olyan volt, mint amilyennek látszott. Megsérthetett valakit de soha nem csalta meg. James Waldegrave gróf szerint:határozottan meg vagyok győződve arról, hogy ha az idő elmosta azokat a szeplőket és foltokat, amelyek a legragyogóbb jellemet is beszennyzik, és amelyektől ez a férfi sem volt teljesen mentes; ezután azok közé a hazafi királyok közé sorolják majd, amelyek kormányzása alatt a nép a legboldogabb lehetett. Elizabeth Montagu így vélekedett Györgyről: Nála biztonságban voltak törvényeink és jogaink, népe bízott benne és a külhoni kormányok tisztelték; és jellemének bizonyos állhatatossága fontos személlyé tette ezekben a bizonytalan időkben;... Jelleme nem nyújt témát a hősköltemények számára, de jól fog mutatni a történelemkönyvek józan lapjain.

## Családja
György felesége, Karolina tízszer esett teherbe és nyolc élő gyermeket hozott világra. Közülük hét megérte a felnőttkort.
| Név                                      | Születés           | Halál              | Megjegyzés                                                                                    |
| ---------------------------------------- | ------------------ | ------------------ | --------------------------------------------------------------------------------------------- |
| Frigyes Lajos                            | 1707. február 1.   | 1751. március 31.  | 1736-ban feleségül vette Szász-Gothai Augusztát, fia, III. György Nagy-Britannia királya lett |
| Anna                                     | 1709. november 2.  | 1759. január 12.   | 1734-ben feleségül ment IV. Vilmos orániai herceghez                                          |
| Amália Zsófia                            | 1711. június 10.   | 1786. október 31.  | nem ment férjhez                                                                              |
| Karolina Erzsébet                        | 1713. június 10.   | 1757. december 28. | nem ment férjhez                                                                              |
| György Vilmos                            | 1717. november 13. | 1718. február 17.  | három hónaposan meghalt                                                                       |
| Vilmos Ágost                             | 1721. április 26.  | 1765. október 31.  | Cumberland hercege, nem házasodott meg                                                        |
| Mária                                    | 1723. március 5.   | 1772. január 14.   | 1740-ben feleségül ment II. Frigyes hessen-kasseli tartománygrófhoz                           |
| Lujza                                    | 1724. december 18. | 1751. december 19. | 1743-ban feleségül ment V. Frigyes dán királyhoz                                              |
| Az időpontok a Gergely-naptár szerintiek |                    |                    |                                                                                               |

## Fordítás
- Ez a szócikk részben vagy egészben  a   George II of Great Britain című angol Wikipédia-szócikk ezen változatának fordításán alapul.  Az eredeti cikk szerkesztőit annak laptörténete sorolja fel. Ez a jelzés csupán a megfogalmazás eredetét és a szerzői jogokat jelzi, nem szolgál a cikkben szereplő információk forrásmegjelöléseként.

| Előző uralkodó: I. György | Anglia királya 1727 – 1760 | Következő uralkodó: III. György |